# Autonomia chilometrica
L'autonomia chilometrica indica lo spazio che un aeromobile può percorrere senza subire rifornimento. L’obiettivo è quello di ottenere la massima autonomia chilometrica (MAK) pertanto l’aeromobile deve viaggiare a una certa velocità e ad una certa quota in relazione alla tipologia del velivolo. Strettamente legata all'autonomia chilometrica, è presente l'autonomia oraria. La scelta di determinare l'una o l'altra dipende dalla missione che l'aeromobile deve compiere. Si fanno differenziazioni per l'autonomia tra velivoli a elica e velivoli con propulsione a getto ma in ogni caso sono presenti parametri caratteristici quali consumo specifico, orario e chilometrico.

## L'autonomia nei velivoli a elica
Nel caso di velivolo a elica il consumo specifico varia tra {\displaystyle 0,25\div 0,35\,kg/kWh} e nel caso di elicotteri dipende dalla potenza che il motore trasmette all’albero. Il consumo orario dipende dal quantitativo di carburante consumato in un certo periodo di tempo secondo la relazione:
{\displaystyle c_{h}={G \over t}\,\left[{\frac {N}{h}}\right]}
e il consumo chilometrico dipende dal consumo orario e dallo spazio percorso secondo la relazione:
{\displaystyle c_{k}={c_{h} \over S}\,\left[{\frac {N}{km}}\right]}
Sia la massima autonomia oraria che chilometrica dipendono dall'assetto del velivolo, dal rendimento dell’elica ηe che si aggira attorno a un valore di 0.85 e dall'efficienza di volo; nel caso si tratta di motori a turbina o turboelica bisogna considerare anche il gruppo di riduzione dell'elica ηr che si aggira intorno a 0.9. Dal momento in cui durante il volo il carburante viene consumato, il peso del velivolo decresce e quindi il consumo chilometrico finale dipende dal consumo chilometrico iniziale, dal peso finale e dal peso iniziale secondo la relazione:
{\displaystyle c_{k\,finale}=c_{k\,iniziale}\times {\frac {Q_{f}}{Q_{i}}}}
Si riporta adesso la formula per determinare la massima autonomia chilometrica per velivoli dotati di elica, turbina e motoelica. Questa formula può essere differente in relazione alle trattazioni, pertanto vengono riportate almeno due forme:
- {\displaystyle MAK=8,28\times \eta _{e}\times \eta _{r}\times {\frac {E_{max}}{c_{s}}}\times \log {\frac {Q_{i}}{Q_{f}}}\,[km]}
- {\displaystyle MAK=8280\times {\frac {\eta _{tot}\times E_{max}}{c_{s}\,\left[{\frac {N}{kWh}}\right]}}\times \log {\frac {Q}{Q-G}}\,[km]}

Generalmente in un aereo dotato di elica, è chiaro quindi che la massima autonomia chilometrica si ha in corrispondenza dell'efficienza massima {\displaystyle E_{max}}. Le autonomie ottenibili con la seconda formula riportata, non sono del tutto veritiere in quanto il fattore di economia di percorso {\displaystyle {\frac {\eta _{tot}\times E_{max}}{c_{s}\,\left[{\frac {N}{kWh}}\right]}}} non sarà mai costante per tutta la tratta da compiere a causa del consumo di combustibile G e a causa di tutte le variazioni di assetto necessarie per seguire condizioni di volo prestabilite.

## L'autonomia nei velivoli a getto
Così come nei velivoli ad elica, anche nei velivoli a getto ci sono i consumi standard che ripetendo sono consumo specifico, orario e chilometrico. In media il consumo specifico di un motore a getto è di circa {\displaystyle 0,08\div 0,12\,kg/Nh} ed è da introdurre un altro parametro nei calcoli dell'autonomia definito rapporto di densità {\displaystyle \delta } ovvero il rapporto tra la densità dell'aria alla quota di volo {\displaystyle \rho _{z}} e la densità al livello medio del mare o standard {\displaystyle \rho _{0}=1,225\,kg/m^{3}}. Il consumo orario e chilometrico seguono le relazioni:
{\displaystyle c_{h}={1 \over {\sqrt {\delta }}}=c_{hfinale}\times {\frac {Q_{i}}{Q_{f}}}}
{\displaystyle c_{k}=c_{k}(0ft)\times {\sqrt {\delta }}}
Si riporta adesso la formula per determinare la massima autonomia chilometrica per velivoli dotati di motore a getto. Questa formula può essere differente in relazione alle trattazioni, pertanto vengono riportate almeno due forme:
- {\displaystyle MAK=9,195\times \left({\frac {E}{\sqrt {C_{p}}}}\right)_{max}\times {\frac {1}{\sqrt {\delta }}}\times {\frac {1}{c_{s}}}\times {\sqrt {\frac {Q_{i}}{S}}}\times \left(1-{\sqrt {\frac {Q_{f}}{Q_{i}}}}\right)\,[km]}
- {\displaystyle MAK=9,18\times {\frac {1}{c_{s}\,\left[{\frac {N}{Nh}}\right]}}\times {\sqrt {\frac {1}{\delta }}}\times \left({\frac {E}{\sqrt {C_{p}}}}\right)_{max}\times {\sqrt {\frac {Q}{S}}}\times \left[1-{\sqrt {\frac {Q-G}{Q}}}\right]\,[km]}

Si nota quindi che in un motore a getto, non si ha la massima autonomia chilometrica in corrispondenza dell'efficienza massima Emax, ma in corrispondenza dell'assetto di volo favorevole {\displaystyle \left({\frac {E}{\sqrt {C_{p}}}}\right)_{max}} e ad alta quota, proprio per questo motivo i voli che prevedono grandi tratte si svolgono a 11.000/12.000 metri.
Accennando precedentemente al fattore di densità o rapporto di densità {\displaystyle \delta } è da notare che il consumo specifico {\displaystyle c_{s}} e la spinta {\displaystyle T}, subiscono variazioni in relazione alla quota {\displaystyle Z}, alla velocità di volo {\displaystyle V} e al numero di giri {\displaystyle n}: l'analisi viene condotta sperimentalmente su cosiddetti banchi da prova e vengono ricavate determinate curve, quelle generiche sono visibili cliccando sui collegamenti presenti. Tuttavia non è sempre possibile far ricorso alla sperimentazione, pertanto si predilige il metodo analitico con delle formule empiriche:
{\displaystyle T=T_{s0}\times n\times V\times Z}
{\displaystyle c_{s}=c_{s0}\times n\times V\times Z}
Analizzandole, Ts0 e cs0 rappresentano rispettivamente la spinta e il consumo statico a quota zero e sono valori forniti dal costruttore dell'aeromobile. Su queste formule empiriche bisogna fare due considerazioni: la prima è che i giri del motore {\displaystyle n} devono essere corrispondenti al minimo consumo specifico ({\displaystyle n=n_{0}}, questo valore è fornito dal costruttore) e che velocità e quota siano zero; la seconda considerazione di cui tener conto, è che le formule sopracitate sono valide se persistono i parametri precedenti, e anche se la velocità dei gas uscenti dagli ugelli di scarico resta costante. In media assume un valore di {\displaystyle 500\div 550\,m/s}.